# Encierro (película de 2023)
Encierro es una película de suspenso psicológico de 2023 dirigida por Nour Wazzi y escrita por Rowan Joffé . Está protagonizada por Famke Janssen, Rose Williams y Finn Cole . Se lanzó en el servicio de transmisión Netflix el 1 de noviembre de 2023.

## Trama
Katherine, una ex estrella de televisión, se despierta en el hospital después de un grave accidente que la dejó con el síndrome de enclaustramiento, donde está completamente paralizada y no puede comunicarse. Una enfermera llamada Nicky comienza a trabajar con Katherine, para intentar ayudarla a recuperar el control corporal. Nicky busca información sobre Katherine a través de Lina, la esposa del hijastro fallecido de Katherine, Jamie. En una serie de flashbacks, nos enteramos de los acontecimientos que ocurrieron antes del accidente.
El marido de Katherine era muy rico y le dejó todo a su hijo Jamie después de su muerte. Jamie anhelaba el amor y el cuidado de Katherine, pero a menudo la preocupaba el resentimiento por su desheredación.
Lina es la hija de una amiga de la infancia de Katherine. Tras la muerte de la madre de Lina, Katherine la acogió y la adoptó. Lina asumió la responsabilidad de Jamie, convirtiéndose en su cuidadora principal y formando un vínculo estrecho con él. Lina y Jamie se casaron en la edad adulta, y Katherine se amargó por la propiedad de Lina sobre el patrimonio familiar al casarse con Jamie.
El Dr. Robert Lawrence, el médico de familia, se involucra en sus vidas y comienza un romance con Lina, quien lucha con la falta de realización y autonomía en su vida aislada. Sin embargo, el motivo oculto de Robert es esperar heredar la propiedad. Le prescribe analgésicos a Jamie, lo que provoca que su salud se deteriore. Más tarde, Robert convence a Jamie para que haga un paseo en barco con él y Lina. En el agua, Robert hace volcar deliberadamente el barco y arrastra a Jamie profundamente bajo el agua hasta que se ahoga. Lina intenta rescatarlo pero falla.
Después del funeral de Jamie, Robert intenta presionar a Lina para que venda la mansión para que puedan vivir en otro lugar. Ella se resiste debido a su promesa a Katherine y se da cuenta de sus verdaderas intenciones. Robert revela que tiene el diario de Lina, en el que ella había escrito fantasías sobre matar a Jamie. Robert insinúa que Lina podría ser culpada por la muerte de Jamie. Después de una breve lucha, Lina corre a casa para encontrar a Katherine, sólo para descubrir que ella y Robert también han estado teniendo una aventura. Ella decide irse, pero Robert la persigue fuera de la casa junto con Katherine. Mientras huye, Lina ve a Katherine levantar un rifle y apuntar en su dirección.
A medida que Katherine se recupera poco a poco, Nicky le enseña a comunicarse respondiendo a las letras del alfabeto parpadeando. Nicky se sorprende cuando Katherine deletrea la palabra "asesinato". Cuando Lina se entera de esto, convence a Robert para que la ayude a llevar a Katherine a casa, creyendo que Katherine los implicará a ambos en la muerte de Jamie.
Nicky los sigue y le revela a Lina por mensaje de texto y llamada telefónica que Katherine en realidad estaba tratando de protegerla de Robert. En un flashback más detallado de la noche del accidente, vemos a Katherine dispararle al neumático de Robert mientras él intenta atropellar a Lina, pensando dos veces antes de lastimarla. Más tarde, después de que Katherine le ruega que deje ir a Lina, Robert atropella deliberadamente a Katherine con su auto.
Lina engaña a Robert y le inyecta una droga letal que ha preparado para Katherine, pero no es lo suficientemente fuerte como para matarlo. Robert ataca a Lina e intenta matar a Katherine con otra inyección. Sin embargo, Lina logra apuñalar a Robert hasta matarlo.
Más tarde, la policía llega a la mansión y recoge el cuerpo de Robert mientras Lina, Katherine y Nicky observan. Lina le pregunta a Nicky qué les dirá, pero Nicky permanece en silencio. Lina y Katherine se toman de la mano.

## Reparto
- Famke Janssen como Katherine
- Rose Williams como Lina
- Alex Hassell como el doctor Robert Lawrence
- Finn Cole como Jamie
- Anna Friel como la enfermera Mackenzie

## Producción
Nicky Bentham produjo para Neon Films, con Alison Jackson como productora ejecutiva para Gaumont . Es el debut en largometrajes del director Nour Wazzi, quien trabajó a partir de un guion de Rowan Joffé. En diciembre de 2022, Finn Cole, Famke Janssen y Rose Williams fueron confirmados en los papeles principales con Alex Hassell y Anna Friel también en el elenco. 
La fotografía principal se llevó a cabo en Londres a finales de 2022.  A principios de 2023, el rodaje también tuvo lugar en St Albans, incluida la catedral de St Albans . 

## Lanzamiento
Encierro se estrenó el 1 de noviembre de 2023 a través del servicio de streaming Netflix . 

## Recepción
En el sitio web agregador de reseñas Rotten Tomatoes, el 29% de las reseñas de 7 críticos son positivas, con una calificación promedio de 4.1/10. 